# 段建国
段建国（1956年1月—），山西省洪洞县人，中华人民共和国政治人物。

## 生平
1956年1月，毕业于山西大学中文系。1975年4月加入中国共产党。1996年2月，任山西省人民政府办公厅信息处处长。2000年8月，任山西省人民政府办公厅秘书一处处长。2001年12月，任山西省人民政府办公厅助理巡视员。2003年4月，任山西省人民政府副秘书长。2007年5月，任山西省人民政府经济研究中心主任、党组书记。2008年4月，任山西省交通厅厅长、党组书记。2009年6月，任山西省交通运输厅厅长、党组书记。2013年9月，被免去厅长职务。2014年5月，被开除党籍和公职。